# Kathryn Grant Crosby
Kathryn Grant Crosby, właśc. Olive Kathryn Crosby, z domu Grandstaff (ur. 25 listopada 1933 w Houston, zm. 20 września 2024 w Hillsborough) – amerykańska aktorka i piosenkarka, która występowała w filmach pod pseudonimami Kathryn Grant i Kathryn Grandstaff. Była drugą żoną aktora i piosenkarza Binga Crosby’ego. 
4 listopada 2010 roku została poważnie ranna w wypadku samochodowym w Sierra Nevada, w którym zginął jej 85-letni drugi mąż, Maurice William Sullivan, którego poślubiła w 2000 roku.
Crosby zmarła 20 września 2024 r. z przyczyn naturalnych w swoim domu w Hillsborough w wieku 90 lat. Została pochowana na cmentarzu Krzyża Świętego (ang. Holy Cross Cemetery) w Culver City w Kalifornii.

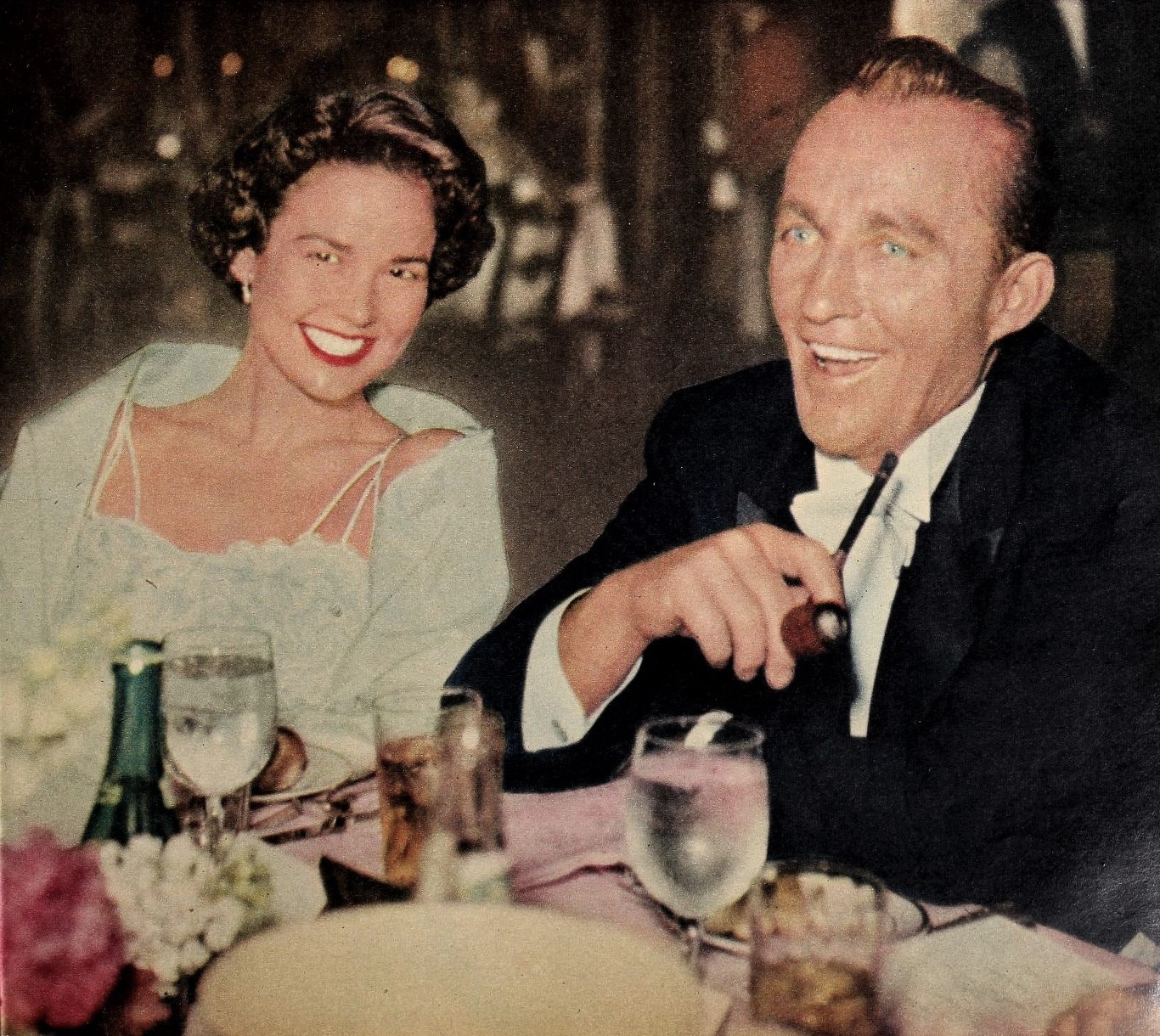
Kathryn Crosby i jej mąż Bing Crosby (1958)

## Najbliższa rodzina
- Bing Crosby (mąż)
- Harry Crosby (syn)
- Mary Crosby (córka)
- Nathaniel Crosby (syn)
- Gary Crosby (pasierb)
- Phillip Crosby (pasierb)
- Dennis Crosby (pasierb)
- Lindsay Crosby (pasierb)

## Filmografia
- 1955: The Phenix City Story
- 1955: My Sister Eileen
- 1956: Storm Center
- 1957: Mister Cory
- 1957: The Guns of Fort Petticoat
- 1957: The Night the World Exploded
- 1957: Operation Mad Ball
- 1958: Gunman's Walk
- 1959: Anatomia morderstwa